# Igelsjön (Österfärnebo socken, Gästrikland, 668427-155057)
Igelsjön är en sjö i Sandvikens kommun i Gästrikland och ingår i Dalälvens huvudavrinningsområde.